# Schiffweiler
Schiffweiler és un municipi del districte de Neunkirchen a l'estat federat alemany de Saarland. Està situat aproximadament a 5 km al nord-oest de Neunkirchen, i a 20 km al nord-est de Saarbrücken.

## Nuclis
- Schiffweiler
- Heiligenwald
- Landsweiler-Reden
- Stennweiler